# Орден За заслуги Санчеса, Дуарте и Меллы
Орден За заслуги Санчеса, Дуарте и Меллы – высшая государственная награда Доминиканской Республики.

## История
Отцами-основателями Доминиканской Республики по праву считаются три человека – это Хуан Пабло Дуарте, Франсиско дель Росарио Санчес и Матиас Рамон Мелла, создатели тайного патриотического общества «Ла Тринитария», которое ставило своей целью освобождение от гаитянского господства.
В 1931 году был учреждён орден Заслуг Хуана Пабло Дуарте, как высшая государственная награда, посвящённая первому президенту страны, однако заслуги остальных отцов-основателей были умалены и поэтому 9 сентября 1954 года был учреждён орден За заслуги Санчеса, Дуарте и Меллы.

## Степени
- Орденская цепь – отличительный знак Президента Доминиканской Республики.

Орден имеет шесть классов в гражданском и военном дивизионах:
- Кавалер Большого креста с золотой звездой – вручается главам иностранных государств, бывшим президентам и вице-президентам.
- Кавалер Большого креста с серебряной звездой – вручается депутатам Парламента, судьям Верховного суда, государственным министрам, послам, архиереям церкви.
- Гранд-офицер – вручается высокопоставленным правительственным чиновникам.
- Командор – вручается губернаторам провинций, ректорам высших учебных заведений и академий, и другим гражданам, приравненным к данной номенклатуре.
- Офицер – профессорам университетов и академий, директорам школ, офицерам в звании не ниже полковника, и другим гражданам, приравненным к данной номенклатуре.
- Кавалер – вручается остальным категориям граждан.

## Описание
Знак ордена — крест пате белой эмали с шариками на концах и с вписанным в него прямым крестом синей эмали. Между плеч креста штралы, состоящие из пяти разновеликих двугранных лучиков. В центре круглый медальон белой эмали с широкой каймой синей эмали. В медальоне три малых золотых медальона с погрудными изображениями Дуарте, Санчеса и Меллы, разделённые небольшими золотыми лавровыми веточками. На кайме надпись: вверху «DUARTE • SANCHEZ Y MELLA», внизу «••• HONOR Y MERITO •••».
В центральном медальоне реверса рельефное изображение государственного герба Доминиканской Республики.
Знак ордена при помощи переходного звена в виде оливкового венка крепится к орденской ленте. В случае награждения военного на венок накладываются два скрещенных меча.
Звезда ордена аналогична знаку, но большего размера.
Лента ордена белого цвета с широкой синей полосой по центру и небольшими синими полосками, отстающими от края.